# Баньйоло-П'ємонте
Баньйоло-П'ємонте (італ. Bagnolo Piemonte, п'єм. Bagneul) — муніципалітет в Італії, у регіоні П'ємонт,  провінція Кунео.
Баньйоло-П'ємонте розташоване на відстані близько 530 км на північний захід від Рима, 45 км на південний захід від Турина, 50 км на північний захід від Кунео.
Населення — 6085 осіб (2014).
Щорічний фестиваль відбувається 7 квітня. Покровитель — святий Петро in Vincoli.

## Демографія
Населення за роками:

Станом на 1 січня 2023 року в муніципалітеті офіційно проживало 807 іноземців з 35 країн, серед них 212 громадян країн Євросоюзу та 1 громадянин України.

## Сусідні муніципалітети
- Бардже
- Біб'яна
- Кавур
- Лузерна-Сан-Джованні
- Рора
- Віллар-Пелліче